# Miyazaki Yūzensai

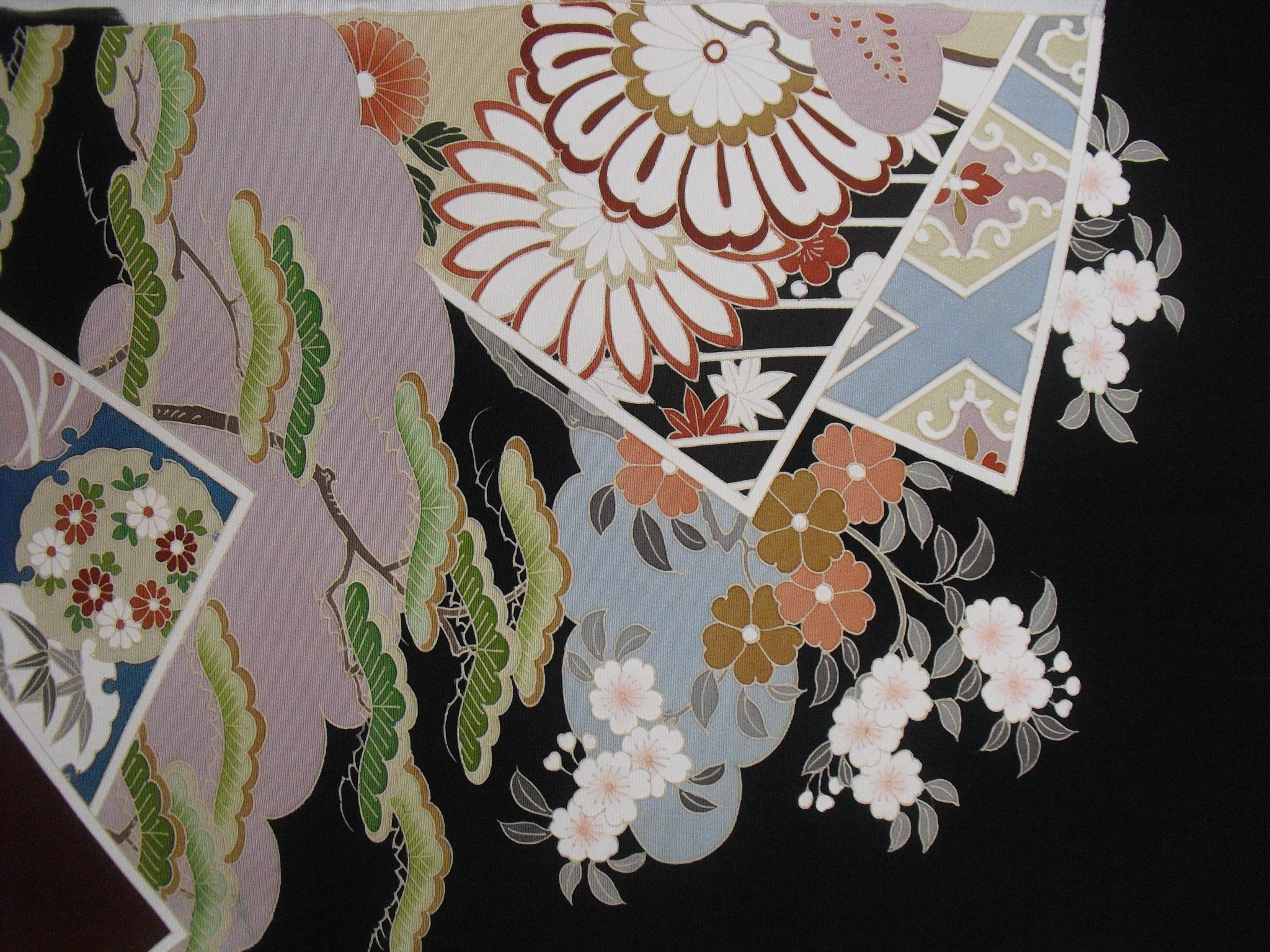
Un exemple de Yūzen-moyō par), artisan-peintre de Kyoto (18 juin 1954 – 14 février 2015).

Miyazaki Yūzensai (宮崎 友禅斎, 1654 – 21 juillet 1736) est un peintre japonais de Kyoto.

## Technique
Miyazaki Yūzensai a amélioré la technique de la teinture des kosode en employant une technique de peinture par mise en réserve à la colle, un produit à base de pâte de riz, rendant possible le développement d'un véritable commerce des kosode (ancêtres du kimono) à partir de cette époque. Auparavant, ils étaient décorés de broderies, ou par teinture au fil noué, voire décorés de motifs au pochoir (katakanoko).
Sa technique de peinture (Yūzen-zome), largement utilisée par le peintre Nishikawa Sukenobu au début du XVIIIe siècle pour ces conceptions de décors de kosode, ainsi que ses motifs (Yūzen-moyō), influencent encore aujourd'hui les techniques de la peinture japonaise. La technique de teinture employée pour décorer les kosode est le yūzen, technique perfectionnée par Miyazaki Yūzensai (1654-1736), moine peintre de Kyoto. On appelle ce procédé le yūzen, en hommage à son inventeur. On utilise en guise de « pinceau » un cône de papier muni d'une pointe en métal.
Pour effectuer une peinture sur soie, le pinceau trace à la colle de riz les limites des zones à colorer. Les teintures sont apposées par brossage jusqu'aux bords du dessin. Les teintures sont ensuite fixées et la colle éliminée par rinçage. Les motifs pouvaient, dès lors, être extrêmement détaillés et les tracés fluides. Ceci n'empêchait pas de faire rehausser ces peintures par des effets de broderie.
Cette technique de peinture sur soie appliquée au vêtement participe d'un mouvement, celui de l'école Rinpa. L'un des projets du peintre et illustrateur Nishikawa Sukenobu pour un kosode comporte un motif de branches de prunier en fleur qui s'inspire du peintre Ogata Korin (1658-1716). Dans ce contexte de créateurs et de commanditaires cultivés, cette technique favorise le succès de motifs décoratifs à références littéraires.

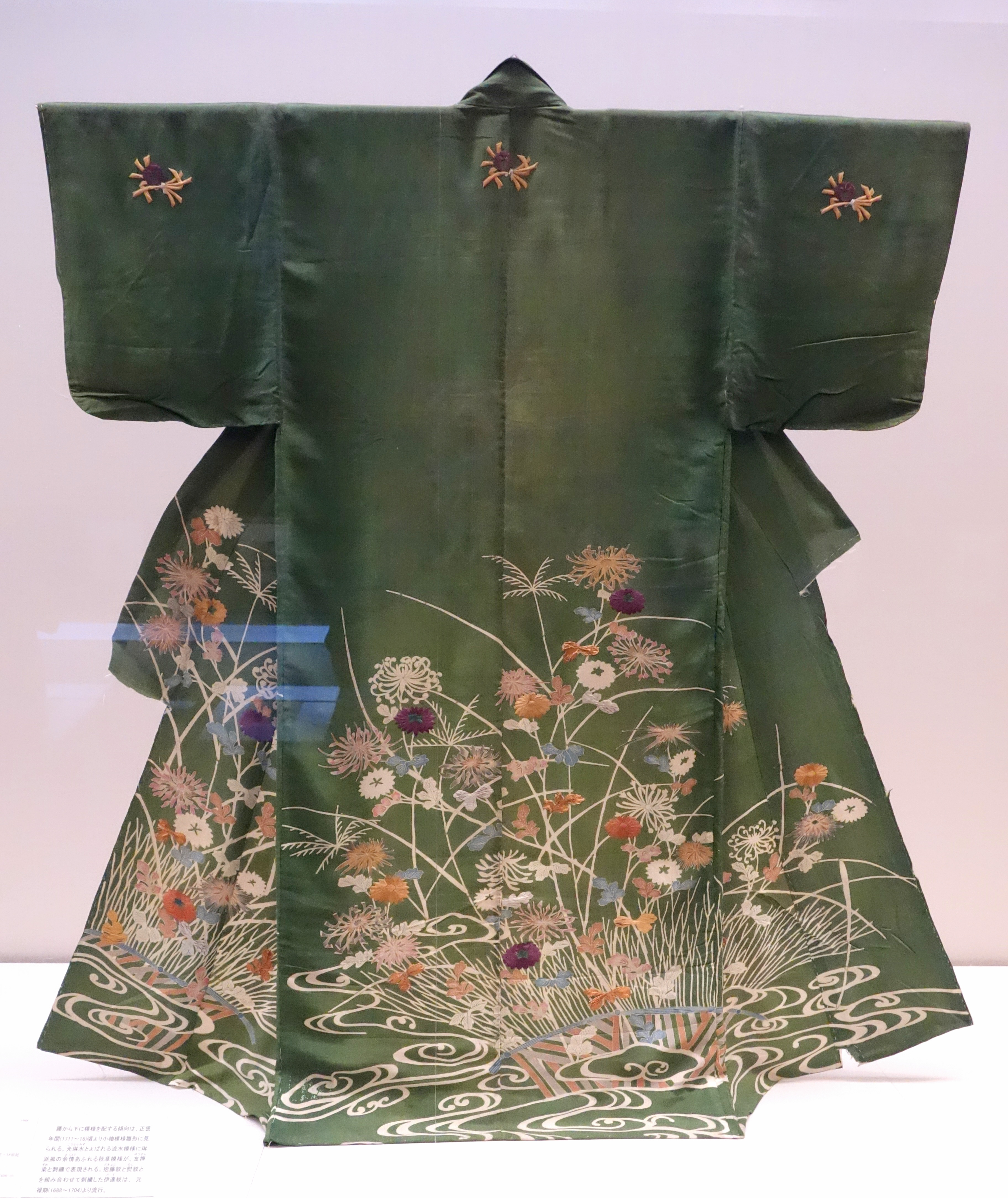
Kosode en crêpe de soie chirimen, à décor Yûzen de fleurs et plantes d'automne dans l'eau, sur fond vert (XVIIIe siècle), Musée national de Tokyo.

## Motifs
Miyazaki Yūzensai a également décoré des éventails dans un style particulier qui porte aujourd'hui encore son nom (Yūzen-ôgi).
Ses motifs pour kimonos convenaient aussi bien aux hommes qu'aux femmes de tous rangs sociaux.

## Le styleYūzenaujourd'hui
Le style Yūzen est aujourd'hui revendiqué par un grand nombre de peintres japonais et d'artisans de la teinture (染色職人, senshoku shokunin).
Ces motifs se distinguent par une omniprésence florale, des couleurs généralement assez chaudes et de nombreux dégradés.
Une des principales difficultés de la reproduction de cette technique tient à la confection des couleurs : l'artisan devant, par exemple, broyer lui-même un certain type de coquillage pour obtenir une certaine teinte de couleur blanche.